# 8911 Kawaguchijun
8911 Kawaguchijun este un asteroid din centura principală de asteroizi.

## Descriere
8911 Kawaguchijun este un asteroid din centura principală de asteroizi. A fost descoperit pe 17 decembrie 1995 la Ōizumi de Takao Kobayashi. El prezintă o orbită caracterizată de o semiaxă mare de 3,01 ua, o excentricitate de 0,06 și o înclinație de 7,5° în raport cu ecliptica.